# صبرة (القفر)

تعديل مصدري - تعديل

صبرة هي إحدى قرى عزلة بني مسلم بمديرية القفر التابعة لمحافظة إب، بلغ تعداد سكانها 296 نسمة حسب تعداد اليمن لعام 2004.